# 주설옥
주설옥(1987년 2월 28일 ~)은 대한민국의 가수다. 2008년 싱글 [Love Effect]로 데뷔했다.

## 방송
- 보이스퀸 (2019) - Top7
- 라스트 싱어 (2020) - Top20(8위)

## 음반
- Love Effect (2008)
- 판타스틱 듀오 Part.1 (2016)
- 판타스틱 듀오 Part.2 (2016)
- 평소처럼 (2017)
- Project 10 (2019)
- MBN 보이스퀸 ROUND 1 (2019)
- MBN 보이스퀸 ROUND 4-2 (2020)
- MBN 보이스퀸 ROUND Semi Final (2020)
- MBN 보이스퀸 ROUND Final (2020)
- Forgotten Love OST (2020)

## 공연
- 당신이 바로 <보이스퀸> 전국투어 콘서트 (2020)

## 수상
- 제5회 성남 남한산성 전국가요제 금상 (2015)

## 피처링
- Tenny - Babe (뿌연 이별) (2018)
- 재영 - 우리사이 (2018)
- 김승현 - 동파 (2017)
- 더 그랜드 - 추억상자 (2017)
- 2나니 - 빈자리 (2016)
- 송지 - 사랑, 다 거짓말... (2009)
- 송지 - 손길, 얼굴, 목소리... (2008)